# Еш-Шихр
Еш-Шихр (араб. الشحر, англ. Ash Shihr) - місто в регіоні Хадрамаут Південного Ємену на узбережжі Аденської затоки.
Еш-Шихрі розташований за 60 км на схід Ель-Мукалла . Населення - 47 663 чоловік (2004).

## Околиці міста Еш-Шихр
Околиці Шихра повні гарячих сірчаних джерел. Найвідоміші з них Аль-Хоума - знаходяться за 20 км на захід. Джерела розміщуються в земному розломі 12 м глибиною і 30 м діаметром. Їх водами лікують дерматити, діабет, ожиріння, ревматизм і захворювання травної системи. Також в околицях Шихра розташовані джерела Тавбала, Хамі, Сайбер і Істерн-Диз.
Цікавий старовинний портове місто Еш-Шихрі, який за часів правління  Расулідов був обнесений фортечною стіною .

## Історія
У вересні 1614 року голландський мореплавець Пітер Ван ден Брукке встановив невеликий торговий пост в Еш-Шихрі, який складався з трьох чоловік. У липні 1616 року пост був закритий.
З листопада 1866 по травень 1867 Еш-Шихр був окупований султанатом Катірі (Al Kathir). У травні 1867 місто Еш-Шихр було відвойоване у клану Катірі і став частиною султанату Куайті (Qu'aiti Sultanate).
10 листопада 1881 року держави Еш-Шихр і Ель-Мукалла були об'єднані і ця держава стала називатися Куайтідським султанатом. Місто Мукалла стає головним містом султанату до 1967 року.
З 1888 року місто входило до протекторату Великої Британії до формування об'єднаного Ємену.

## Правителі
- 1752-1800 - аль-Бурайка
- 1800-1830 - Наджі аль-Бурайка
- З 1842 - по листопад 1866 - Алі ібн Наджи аль-Бурайка
- З листопада 1866 по травень 1867 - територія окупована султаном Катірі.
- З 1867 до 10 листопада 1881 - Авад ібн Умар ібн Авад аль-Ку'айті (помер у 1910).

## Населення
У Еш-Шихрі було 71500 жителів за станом на 2006 рік.